# Islamska zajednica Bošnjaka u Austriji
Islamska zajednica Bošnjaka u Austriji (IZBA) je vjerska organizacija Bošnjaka muslimana na području Austrije. 
Najviši predstavnik Islamske zajednice Bošnjaka u Austriji je glavni imam. Islamska zajednica Bošnjaka u Austriji je do danas u okviru Islamske zajednice u Bosni i Hercegovini na nivou medžlisa. Kao takva, sastavni je dio Mešihata Islamske zajednice Bošnjaka u Zapadnoj Europi, zbog čega je reis-ul-ulema vrhovni poglavar Bošnjaka muslimana i u Danskoj.
Sjedište Islamske zajednice Bošnjaka u Austriji nalazi se u Beču.

## Organizacija
U sastavu Islamske zajednice Bošnjaka u Austriji se danas nalazi 40 džemata. Organizirani su u četiri medžlisa ili kultne općine, a svaki medžlis broji oko 10 džemata. Rad i aktivnosti usklađeni su s važećim zakonima Austrije i pravnim aktima Islamske zajednice u Bosni i Hercegovini.

## Vanjske poveznice
- Islamska zajednica Bošnjaka u Austriji  Arhivirana inačica izvorne stranice od 21. ožujka 2020. (Wayback Machine)